# Cyprinodon longidorsalis
Cyprinodon longidorsalis, tambem conhecido como Peixe-cão do Charco Palmal, Cachorrito de Charco Palmal é uma espécie de peixe da família Cyprinodontidae, considerada possivelmente Extinta na Natureza pela IUCN, embora a espécie não foi estudada desde 1996. Foi endêmica da México. 